# Conseil national (Bhoutan)
Pour les autres articles nationaux ou selon les autres juridictions, voir Conseil national.
IVe législature
Gyelyong Tshokhang
Le Conseil national  (en གི་རྒྱལ་ཡོངས་ཚོགས་སྡེ་ wylie : Gyelyong Tshogde) est la chambre haute du parlement du Bhoutan. Il est issu de la Constitution de 2005, qui a fait du Bhoutan une monarchie parlementaire avec un parlement composé du roi et de deux chambres, l'Assemblée nationale et le Conseil national.
Ses assemblées ont été mises en place entre décembre 2007 et mars 2008.

## Composition
Le Conseil national comprend 25 membres dont 20 sont élus et 5 sont nommés par le roi (Druk Gyalpo).

## Élection
Les élections ont lieu tous les cinq ans au scrutin uninominal majoritaire à un tour dans 20 circonscriptions correspondant aux dzongkhags, les districts territoriaux du pays. Dans le cas où un seul candidat se présente dans une circonscription, les électeurs votent pour ou contre sa candidature.
Il est interdit aux candidats à la chambre haute d'être membre d'un parti politique. Ils doivent également avoir moins de 65 ans et être titulaires d'un diplôme d'études avancées d'un établissement universitaire ou autre reconnu.
Les premières élections ont eu lieu le 31 décembre 2007.

## Présidence
- Président : Sangay Dorji ;
- Secrétaire général : Chencho Tshering.